# Chikkanahalli, Mysore
Chikkanahalli là một làng thuộc tehsil Mysore, huyện Mysore, bang Karnataka, Ấn Độ.